# Model pandemonium
Model pandemonium – model teoretyczny opracowany w latach 50. XX wieku przez Olivera Selfridge'a, naukowca z MIT. Opisuje on rozpoznawanie obiektów w procesie spostrzegania wzrokowego, jako zhierarchizowany system detekcji i asocjacji (łączenia) poszczególnych cech obiektów, wykorzystując do tego metaforę umysłu jako zbioru demonów (będących odpowiednikami neuronów na poziomie mózgu), pod wpływem zewnętrznych impulsów wysyłających sobie sygnały ("nawołujących się") według wewnętrznej hierarchii. Model ten jest obecnie uznawany za podstawę m.in. teorii percepcji w psychologii poznawczej i kognitywistyce.

## Uproszczony opis działania
Wyobraźmy sobie, że chcemy przypomnieć sobie nazwisko osoby. Wydaje nam się tylko, że nazywała się na literę N. Zaczynamy wtedy "krzyczeć" w głąb swoich myśli "Niziński", nie ma odpowiedzi, "Nowakowski", nie ma odpowiedzi, "Nehrebecka", też nie ma odpowiedzi, w końcu testujemy "Napiórkowski", i z głębi (demonów) mózgu odzywa się, tak, to Napiórkowski.

## Opis działania
Cały system ten można przedstawić jako odwrócone drzewo, którego podstawę stanowić będzie dowolna liczba "demonów". Powyżej, znajduje się kolejna warstwa, tworzona jednak przez mniejszą (np. o połowę) liczbę "demonów". Jeszcze wyżej znajduje się warstwa kolejna, mniejsza znowu o połowę i tak dalej, aż dojdziemy do warstwy najwyższej, złożonej z jednego już tylko "demona".
Spostrzeganie wzrokowe odbywa się w tym modelu następująco (na przykładzie rozpoznawania liter):  demony  warstwy 1 reagują na docierające do nich z pola wzrokowego bodźce – każdy odpowiada za jeden punkt pola (można porównać to do pikseli monitora) – po czym przekazują je wyżej. Demony drugiej warstwy mają już utrudnione zadanie – każdy z nich musi od swoich "niższych kolegów" odebrać tylko te informacje, w których odbiorze się specjalizuje (np. jeżeli "demony" numer 1,2,3,4....7 z warstwy 1 przekazują taki sam komunikat, oznacza to, że wykrywają linię prostą – wtedy odpowiedni demon warstwy drugiej reaguje na to przekazując do warstwy 3 komunikat: "jest linia prosta!").
W efekcie demony warstwy 3 otrzymują następujące informacje: "łuk", "linia prosta", "linia ukośna w lewo". Reagują więc te z nich, które podobne informacje odbierają najczęściej: a więc demon litery "p" (łuk, linia prosta), demon litery "Q" (dwa łuki, linia lewoskośna) i demon litery "R" (łuk, linia prosta, linia lewoskośna). Ponieważ łatwo zauważyć, która z liter spełnia najwięcej "warunków", "demon" warstwy 4 triumfalnie obwieszcza: "widzę literę R!!!".
Jeżeli w powyższym opisie zastąpić słowo "demon" wyrażeniami neuron bądź grupa neuronów, wtedy nietrudno jest wyobrazić sobie działanie takiego systemu w mózgu: demony pierwszej warstwy to komórki nerwowe siatkówki oka, demony kolejnych warstw, to neurony kolejnych pięter kory wzrokowej. Takie rozumienie struktury neuronów odpowiedzialnych za rozpoznawanie wzorców, w teorii sieci neuronowych znalazło zastosowanie w tak zwanych perceptronach – stosowanych m.in. w procesach maszynowego widzenia.